# Vulnerabilitat de les centrals nuclears als atacs
La vulnerabilitat de les centrals nuclears als atacs deliberats és motiu de preocupació en l'àmbit de la seguretat nuclear. Les centrals nuclears, els reactors d'investigació civil, certes instal·lacions de combustible, les plantes d'enriquiment d'urani, o de fabricació de combustible, i fins i tot les mines d'urani, potencialment, són vulnerables als atacs que podrien donar lloc a una contaminació radioactiva generalitzada. L'amenaça d'atac pot ser de diversos tipus: atacs terrestres que podrien portar a una fusió del nucli del reactor; atacs aeris, com un accident d'avió en un complex del reactor; o els atacs cibernètics.
La Comissió 9/11 dels Estats Units va dir que les centrals nuclears van ser considerats blancs potencials pels atacants dels atemptats de l'11 de setembre de 2001. Si els grups terroristes danyessin suficientment els sistemes de seguretat que conduís a una fusió del nucli de la central nuclear o de les piscines que contenen el combustible gastat, això podria dur a la contaminació radioactiva generalitzada.
Els reactors nuclears es converteixen en blancs preferits durant un conflicte militar i, en els últims tres decennis, han estat atacats repetidament per les forces aèries, o bé per ocupacions, invasions i campanyes. Diversos actes de desobediència civil a partir de 1980 pel grup antinuclear i pacifista Plowshares han demostrat com instal·lacions d'armes nuclears poden ser penetrades, mostrant falles extraordinàries de seguretat a les plantes d'armes nuclears als Estats Units. L'Administració Nacional de Seguretat Nuclear ha reconegut la gravetat de l'acció que Plowshares efectuà el 2012. Experts en polítiques de no proliferació han posat en dubte "l'ús de contractistes privats per garantir la seguretat en les instal·lacions que fabriquen i emmagatzemen el material militar més perillós del govern". El tràfic de materials d'armes nuclears al mercat negre són una preocupació global, i hi ha preocupació per la possible detonació d'una petita arma nuclear, duta a terme per un grup terrorista, en una gran ciutat, amb importants pèrdues de vides i béns. Stuxnet és un cuc informàtic descobert el juny de 2010 que és es creu que va ser creat pels Estats Units i Israel per atacar les instal·lacions nuclears de l'Iran.